# Distretto di Manitoulin
Il distretto di Manitoulin è un distretto dell'Ontario in Canada, nella regione dell'Ontario nordorientale. Al 2006 contava una popolazione di 13.090 abitanti. Il suo capoluogo è Gore Bay.